# Râul Ișim
Râul Ișim (în rusă Иши́м; în kazahă Есіл) este un râu care curge prin Kazahstan și Rusia. El are o lungime de 2.450 km și un debit mediu de 56,3 m³/s. Este un afluent de stânga al râului Irtîș. Râul Ișim este parțial navigabil pe cursul său inferior. Cursul superior al râului Ișim trece prin Astana, capitala Kazahstanului. În Rusia, râul curge printr-o vastă zonă mlăștinoasă și are nenumărate meandre și bălți. Râul îngheață de la sfârșitul lunii noiembrie până în martie.

## În Astana
Potrivit președintelui Kazahstanului, Nursultan Nazarbayev, Astana a fost aleasă drept capitală a țării în parte datorită prezenței râului Ișim. Orașul este de împărțit în două părți, malul drept (de nord) al Ișimului sau orașul vechi, și malul stâng (de sud), unde se află noile clădiri guvernamentale Ak Orda, Palatul Guvernului și Curtea Supremă de Justiție, precum și multe complexe de apartamente.
Începând din anul 1998, râul Ișim a fost administrat în mod activ la Astana, fiind măsurat permanent nivelul apelor și efectuate măsuri de combatere a inundațiilor în scopul de a asigura utilizarea sa ca spațiu de agrement. El este îndiguit în aval de centrul orașului Astana, menținându-se un nivel mai ridicat decât ar fi necesar, în timp ce fundul râului a fost adâncit pentru a lăsa să se scurgă mai repede apele în situația unor inundații. În centrul orașului Astana, în apropiere de parcul orașului, există acum o plajă publică și un spațiu pentru închiriere de hidrobiciclete; dacă râul nu ar fi fost îndiguită, „cetățenii ar fi putut să treacă prin apele sale”. Un alt baraj va fi construit în amonte de oraș, pentru un control mai bun al inundațiilor.
Autoritățile orașului au, de asemenea, planuri pentru adâncirea în continuare a râului, ceea ce va permite în cele din urmă circulația unor ambarcațiuni mici de pasageri pe o lungime de 22 km  prin capitala națiunii.
Pentru a menține nivelul dorit al debitului de apă, apa este pompată în Ișim  din râul Irtîș, prin Canalul Irtîș-Karaganda și printr-o conductă.